# Даніель Коліндрес
Даніель Коліндрес (ісп. Daniel Colindres, нар. 10 січня 1985, Алахуела) — костариканський футболіст, нападник клубу «Сапрісса».

## Клубна кар'єра
Народився в сім'ї гондурасця Сантьяго Коліндреса і костарикански в місті Алахуела. На початку своєї кар'єри грав у футзал. Був гравцем клубу вищого дивізіону «Санта-Барбара», а також учасником Панамериканських ігор 2007 року. У віці двадцяти двох років йому був запропонований професійний контракт у Бразилії, але він вирішив перейти у великий футбол.

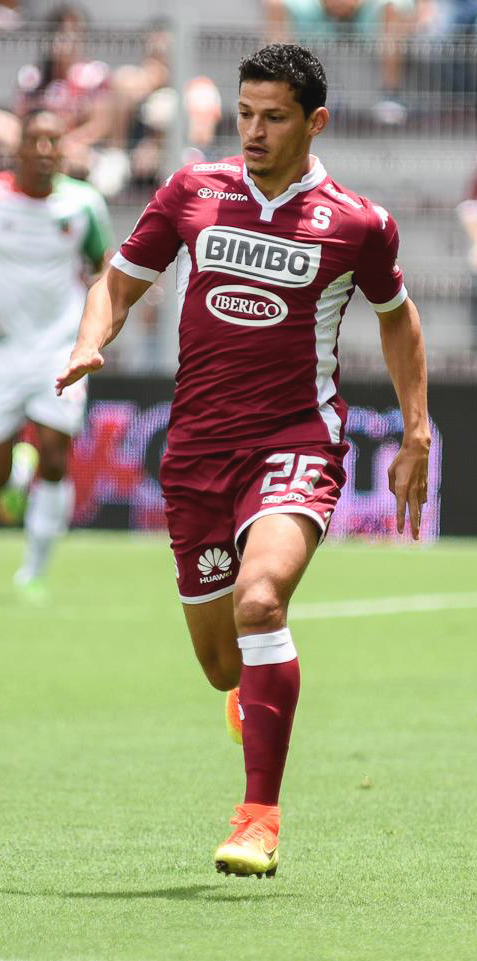
Коліндрес в складі «Сапрісси» в липні 2016 року.

З 2008 року перебував у структурі клубу «Сапрісса», але перші два роки грав за дублюючу команду «Сапрісса де Корасон» у другому дивізіоні. За першу команду у Прімері дебютував 17 січня 2010 року у матчі проти «Рамоненсе» (0:0) у віці двадцяти п'яти років. Уже весняний сезон Верано 2010 він виграв з клубом, однак був запасним гравцем (три виступи), і відразу ж після цього був відданий в оренду в «Сантос» (Гуапілес). Там він тут же став основним гравцем і забив перший гол у лізі 14 серпня 2010 року у матчі проти «Сапрісси» (2:0). Він грав за «Сантос» протягом півтора років без будь-яких серйозних успіхів. Він повернувся до «Сапрісси» з від'їздом Гейнера Мори до Норвегії, і через кілька місяців він став одним з найважливіших гравців команди.
У липні 2013 року Коліндрес відправився в оренду в «Пунтаренас», де провів шість місяців як основний гравець. Після повернення до «Сапрісси» у сезоні Верано 2014 він виграв ще один титул чемпіона Коста-Рики, на цей раз як ключовий гравець команди. Він повторив цей успіх через півроку — в осінньому сезоні Інв'єрно 2014, і в цьому ж році він дістався до фіналу Кубка Коста-Рики — Copa Popular. У сезоні Інв'єрно 2015 він виграв свій четвертий чемпіонат з Коста-Рики, а п'ятий здобув у зимовому турнірі 2016 року У сезоні Верано 2017 року він став віце-чемпіоном країни, а в липні 2017 року тренер Карлос Вотсон призначив Коліндреса новим капітаном команди. Станом на 14 травня 2018 року відіграв за команду з костариканської столиці 200 матчів в національному чемпіонаті.

### Збірна
У липні 2007 року Коліндрес у складі збірної Коста-Рики з футзалу брав участь на Панамериканських іграх в Ріо-де-Жанейро. Там його команда вилетіла з турніру у півфіналі після поразки від господарів, а потім і переможців турніру Бразилії (1:8). Коліндрес забив на турнірі шість голів і став найкращим бомбардиром своєї команди — він забив два голи в груповому етапі проти Еквадору (6:4) і чотири в матчі за третє місце з Парагваєм (5:6).
За збірну Коста-Рики з футболу Даніель дебютував 2 вересня 2011 року в товариському матчі проти США, який завершився перемогою «тікос» з рахунком 1:0.
У 2015 році, після тривалої перерви, він знову став викликатися в розташування національної команди країни, з якою кваліфікувався на чемпіонат світу 2018 року у Росії.

## Досягнення
- Чемпіон Коста-Рики (5): 2010 К, 2014 К, 2014 А, 2015 А, 2016 А, 2018 К, 2021 К
- Володар Кубка Коста-Рики (1): 2013
- Чемпіон Бангладеш (1): 2018/19
- Володар Кубка Бангладеш (2): 2019-20, 2021-22
- Володар Суперкубка Коста-Рики (1): 2021